# Инструментознание
Инструментознанието е научна дисциплина в музикознанието, която изучава произхода, еволюцията, принципа на звукоизвличане от музикалните инструменти и приложението им в музикалната литература и изкуство.
Музикалните инструменти, които се срещат в музикалната практика, са най-различни. С оглед на техния вид, устойство и принцип на звукоизвличане, класическите музикални инструменти се класифицират в три основни групи: струнни, духови и ударни.

## Струнни инструменти
Струнните инструменти се делят на:
- Струнно-лъкови – при тях струните се привеждат в трептене посредством лък; това са: цигулка, виола, виолончело, контрабас;

Те са в основата на симфоничния оркестър.
- Струнно-дърпащи – при тях струните се привеждат в трептене посредством дърпане с пръсти или перце; това са: арфа и китара.
- Струнно-ударни – при тях струните се привеждат в трептене посредством удар; това са пиано и цимбал.

## Духови инструменти
Духовите инструменти се делят на:

### Дървени духови
- Лабиални – флейта
- Лингвални с единична пластинка (платък): кларинет и саксофон.
- Лингвални с двойна пластинка (стройка): обой и фагот.

Инструментите флейта и саксофон, макар и изработвани от метал, са в тази група заради устройството си.
Различните тръби на клавишния инструмент орган могат да бъдат в някой от горните три вида според вида и устройството си.

### Медни духови
Това са валдхорна, тромпет, тромбон, туба и семейството на флюгелхорните.

## Ударни инструменти
Според начина на изписване те се разделят на инструменти с определена височина и инструменти с неопределена височина, а според звучащото тяло – на мембранофони (различни видове барабани) и идиофони (от гръцката дума „самозвучащ“), направени от дърво, метал или други материали.
- Мембранофони
  - - с определена височина: тимпани
  - - с неопределена височина: голям барабан, малко барабанче, том-том, дайре, ...
- Идиофони
  - - с определена височина: дървени – ксилофон, маримба; метални – вибрафон, глокеншпил, тръбни камбани, трион;
  - - с неопределена височина: дървени – кречетало, камшик, дървени блокчета, гребен, бин-сасара; метални – триангел, чинели, гонг, там-там, вятърни камбанки